# Nicu Gheară
Nicu Gheară (n. 15 ianuarie 1965, Medgidia, Județul Constanța) este un fost jucător profesionist de fotbal. A fost legitimat la echipa de fotbal FC Rapid București, debutând în Divizia A, pe post de atacant, la 16 iunie 1984, în partida Rapid București - FC Argeș (scor 0-0), dar nu a strâns decât 3 prezențe în prima ligă.
Este nașul de cununie al fotbalistilor români Adrian Mutu și Gabriel Tamaș.
Gheară și-a construit imaginea publică organizând o serie de evenimente mondene, cum ar fi Summer Fashion Festival sau Gala fotbalului românesc. A sponsorizat celebrități de la Hollywood care au venit în România.
În presă Nicu Gheară a fost asociat deseori cu lumea traficanților de droguri.